# The Black Eyed Peas
A The Black Eyed Peas egy amerikai hiphop- és popegyüttes. 1995-ben alapították, Los Angelesben, az Amerikai Egyesült Államokban. Jelenleg már csak három tagja van: will.i.am, Apl.De.Ap és Taboo, ugyanis Fergie 2017-ben kilépett a csapatból.

## Zenei karrier
Az Atbat Klann zenekart Will.i.am és Apl.de.ap alapította 1988-ban. A formáció tagja volt még Dj Motiv8, Mookie Mook és Dante Santiago. (Utóbbi ma is közreműködik a Black Eyed Peas lemezein) Meg is kapták első lemezszerződésüket Eazy-E-től, de a hanganyag végül kiadatlanul maradt, mert a kiadó nem találta trendinek az akkori gangsta hiphop lázban.1995-ben új felállásban és új névvel folytatták a munkát. Lett egy állandó vokalista, Kim Hill, egy új rapper, Taboo és maradt két régi tag, Will.I.Am és Apl.de.ap.
Évekkel később, 1998-ban megjelent első lemezük a Behind The Front. Nem hozta meg a nagy áttörést, de ez nem akadályozta meg őket abban, hogy folytassák a munkát.
2000-ben jött a második album, a Bridging The Gap, amin már nevesebb vendégművészek is hallhatók. A siker hiánya miatt a zenekar mélypontra került. Nem tudtak mit kezdeni magukkal. Kim Hill elhagyta a zenekart. Apl-on eluralkodtak a féktelen bulizások és a drogok.

### Elephunk (2003-2004)
2003-ban állt talpra a Black Eyed Peas. Egy új énekesnő csatlakozott a zenekarhoz, Fergie, aki azelőtt a Wild Orchid nevű lánybandában énekelt. Gőzerővel dolgoztak az új albumon, ami még ebben az évben megjelent Elephunk néven. Az első kislemez, a Where Is The Love?, óriási siker volt. Pozitív hangvétele miatt a legtöbb rádió és zenetévé a műsorára tűzte és a közönség is kapkodta a lemezeiket.
2004-re a világ első számú hiphopcsapatává nőtték ki magukat, az Elephunk-ból több, mint 7 millió példány kelt el. A Where Is The Love? mellett még három dal hódított a slágerlistákon: Shut Up, Hey Mama, Let's Get It Started.

### Monkey Business (2005-2006)
2005 januárjában a csapat Budapesten adott koncertet telt ház előtt, ez év májusában pedig megjelent Monkey Business című albumuk, melyen olyan slágerek kaptak helyet, mint a Don't Phunk With My Heart, Don't Lie, My Humps, Pump It. Nem meglepő, hogy világszerte több, mint 10 millió példányban fogyott a lemez.
A csapat tagjai úgy döntöttek szólóban is bemutatkoznak. Fergie lemeze a The Dutchess 2006 őszén jelent meg és nem kis sikert hozott az énekesnőnek. Will.I.Am-nek már két szólóalbuma is megjelent. A Lost Change 2001-ben és a Must B 21 2003-ban, ám az első amelyik megfelelő terjesztést kap a Songs About Girls, ami 2007-ben jelent meg. Ugyanebben az évben a Black Eyed Peas a Black Blue & You Tour keretében Magyarországon is adott egy fergeteges koncertet.

### The Energy Never Dies (2009-2010)
Az Interscope hivatalosan is bejelentette, hogy az új lemez 2009 júniusában kerül a boltok polcaira. Jóval a megjelenés előtt két számrészlet szivárgott ki az albumról, az Imma Be, illetve a Rockin' the Beatz. Mindkét számot a Real Crystal Crew nevű német zenekar lopta el, és tette fel illegálisan az internetre. Később kiderült, hogy a Rockin the Beatz lesz a The E.N.D. első kislemez dala, amely végül a Boom Boom Pow nevet kapta. A dal 12 hétig vezette az amerikai Billboard Hot 100 listáját.
A második kislemez, a zenekar minden eddigi sikerét felülmúló I Gotta Feeling ugyanitt 14 hétig volt első, ezen kívül még több, mint 20 országban volt listavezető és az Egyesült Királyságban a legtöbb internetes letöltést is ez a dal tudhatja magáénak.
A The E.N.D.-ről még 3 dal került be a listák élmezőnyébe. A Meet Me Halfway és a Rock That Body inkább Európában, míg az Imma be a tengerentúlon hódított.

### The Beginning (2010-2011)
A csapat 2010 júniusában bejelentette, hogy készül az új album, melynek címe "The Beginning". A lemez 2010. november 30-án jelent meg. Az első kislemezes dal a "The Time (The Dirty Bit)", amit október 21-én töltött fel will.i.am a Dipdive profiljára.

## Tagok
- will.i.am (William Adams)
- Apl.De.Ap (Allan Pineda Lindo)
- Taboo (Jaime Gomez)

## Diszkográfia

### Albumok
- Behind The Front (1998)
- Bridging The Gap (2000)
- Elephunk (2003)
- Monkey Business (2005)
- The E.N.D.(The Energy Never Dies) (2009)
- The Beginning (2010)

### Kislemezek
- Fallin' Up (1998)
- Joints & Jam (1998)
- Karma (1998)
- What It Is (1999)
- BEP Empire (2000)
- Weekends (2000)
- Request + Line(2001)
- Get Original (2001)
- Where Is The Love? (2003)
- Shut Up (2003)
- Hey Mama (2004)
- Let's Get It Started (2004)
- Don't Phunk With My Heart (2005)
- Don't Lie (2005)
- My Humps (2005)
- Bebot (2005)
- Pump It(2006)
- Mas Que Nada (2006)
- Boom Boom Pow (2009)
- I Gotta Feeling (2009)
- Meet Me Halfway (2009)
- Imma Be (2009)
- Rock That Body (2010)
- The Time (The Dirty Bit)(2010)
- Just Can't Get Enough (2011)
- Don't Stop the Party (2011)
- Whenever (Csak Franciaországban) (2011)
- MAMACITA (2020) feat. Ozuna és J. Rey Soul
- GIRL LIKE ME (2020) feat. Shakira

### DVD-k
- Behind The Bridge To Elephunk (2004)
- Live From Sidney To Vegas (2006)
- Bring in the Noise, Bring in the Phunk (2006)

## Turnék
- Elephunk Tour (2004)
- Honda Civic Tour (2006)
- Monkey Business World Tour (2006)
- Black Blue & You World Tour (2007)
- The Energy Never Dies Tour (2009)

## Külső hivatkozások
- Black Eyed Peas magyar honlap
- Hivatalos Black Eyed Peas honlap
- Black Eyed Peas német hivatalos honlap